# Karl Friedrich von Fehr
Karl Friedrich von Fehr oder Karl Friedrich Fehr († 1731) war ein preußischer Oberst und Chef des Königsberger Land-Regiments.
Fehr war erster Kommandeur und Inhaber des 1729 bzw. 1730 neuerrichteten Königsberger Land-Regiment (Nr. 2). Er ist 1731 verstorben.